# Klacksjön, Dalarna
Klacksjön är en sjö i Säters kommun i Dalarna och ingår i Dalälvens huvudavrinningsområde.